# 伊萨·拉胡宁
伊萨·拉胡宁（芬蘭語：Isa Rahunen，1993年4月16日—），芬兰女子冰球运动员。她曾代表芬兰参加2018年冬季奥林匹克运动会冰球比赛，获得一枚铜牌。她也在2019年世界女子冰球锦标赛上获得亚军。